# Austria’s New Footballstar
Austria’s New Footballstar war eine  Casting-Sendung vom österreichischen Privatsender Puls 4. Der Gewinner der Castingshow, dessen Name an Austria’s Next Topmodel angelehnt ist, erlangte einen Fußballvertrag bei der SV Kapfenberg.

## 1. Staffel
| Teilnehmer                  |
| --------------------------- |
| Dominik Scherr              |
| Erkan Özmen                 |
| Denis Gavran                |
| Samuel Akinlade-Fajemirokun |
| Alexander Diaz              |
| Bernhard Hendl              |
| Diego Rougier               |
| Florian Taxacher            |
| Michael „Becks“ Rossnegger  |
| Sasha Zapracsny             |
| Sladjan Djurdjevic          |
| Zoran Marinovic             |

Für die erste Staffel bewarben sich etwas mehr als 900 junge Fußballer. Aus diesen Bewerbungen durften 12 Kandidaten in die sendungseigene Villa einziehen und sich den Herausforderungen der Trainer und Jury stellen. Im Finale kämpften die übriggebliebenen fünf Finalisten um den Sieg. Die Jury bestand aus den Fußballlegenden Frenkie Schinkels und Toni Polster. Gefragt waren ebenso soziale und kommunikative Kompetenzen, Persönlichkeit und Charisma. Für Aus- und Abwahl der Teilnehmer waren weder Mitspieler selbst noch Publikum zuständig. Es entschied einzig die Jury. Am 26. Juni begannen in Kapfenberg die Sichtungen, in verschiedenen Regionen Österreich wurden sie fortgesetzt, ehe finale Trainings in Wien und Salzburg abgehalten wurden. Mittels standardisierter Auswahlverfahren mit Noten in verschiedenen Kategorien habe man die Kandidaten herausgefiltert, so Martin Daxl von Davitasports, das für die sporttechnische Abwicklung zuständig war.
Die erste Staffel wurde von Dominik Scherr gewonnen. Er bekam einen Profivertrag mit dem Bundesligisten Kapfenberger SV, wurde jedoch nie eingesetzt. Im Sommer 2011 wechselte er in die dritte Mannschaft des Vereins. Eine zweite Staffel wurde bisher nicht in Auftrag gegeben.

## Die Grundidee
Das deutsche Unternehmen DavitaSports hat es sich zum Ziel gesetzt, Fußballern die „2. Chance zum Fußballprofi“ zu ermöglichen. Dabei sieht das Unternehmen das Konzept als soziale Verantwortung gegenüber Jugendlichen, die aus privaten, beruflichen oder gesundheitlichen Gründen aus den Nachwuchsförderungen ausgeschieden sind oder wurden. Damit verschwinden diese Talente auch aus dem Fokus der Bundesligavereine.

## Konzept in Deutschland
Der deutsche Fernsehsender RTL Television will ebenfalls das Format von Austria’s New Footballstar übernehmen, welches als Moderatorin zwar Sylvie van der Vaart vorgesehen hat; dies ist allerdings noch nicht sicher bestimmt. Ausstrahlungstermine und die Mitglieder der Jury stehen ebenfalls noch nicht fest.